# حصان جزائري

## تاريخ
الحصان الجزائري هو سلالة خيول أصلية من الجزائر، نشأت هذه السلالة من التهجين بين الحصان البربري وخيول الجر الثقيلة ذات الأصول الفرنسية.
الحصان الجزائري هو سلالة حديثة التوصيف، حيث أن أول وصف له في الجزائر يعود، وفقًا للدكتور محمد الأمين بن حمادي، الباحث في علم الوراثة الخيلي، إلى كتاب للمربي والخبير الدولي في الخيول البربرية أحمد رايان، نُشر في عام 2015. ووفقًا لبن حمادي، بدأت هذه السلالة تُعرف وتُوصَف ميدانياً، وهذا ما دفعه لكتابة ونشر أطروحته حول التوصيف الجيني، التي قدم عنها وصفا دقيقاً في عام 2021 في جامعة تلمسان. ومع ذلك، لم يعترف بعد بالحصول رسمياً على اعتبار الحصان الجزائري سلالة مستقلة.

## وصف
الحصان الجزائري هو نتاج تهجين بين حصان البربر المحلي والخيول الثقيلة ذات الأصل الفرنسي. في عام 2021، لم يوصف الحصان الجزائري في قاعدة البيانات DAD-IS. وراثياً، يرتبط بالحصان البربري والحصان البربري العربي [الإنجليزية]، ويختلف كثيراً عن الحصان الأصيل. أظهرت الدراسة التي شملت 18 حصاناً أنه لا يوجد لديهم أي أليلات خاصة.

## انتشار التكاثر
وتعتبر من السلالات الجزائرية الأصلية . من المحتمل أن تكون الأرقام منخفضة . وقد تم تحديد 18 حصانا توصف بأنها تنتمي إلى هذه السلالة بكل من تيارت وسعيدة وغليزان وسطيف ، وذلك من أجل السماح بالتوصيف الوراثي  .
يُعتبر الحصان الجزائري سلالة جزائرية محلية. وتكون أعدادها قليلة. حدد 18 حصاناً ينتمون إلى هذه السلالة في تيارت، سعيدة، غليزان، وسطيف.

### فهرس
- Benhamadi، Mohammed El Amine (2021). Caractérisation et nouvelle identification de la race Barbe et Selle Algérien (PDF). جامعة أبوبكر بلقايد - thèse de doctorat en génétique. مؤرشف من الأصل (PDF) في 2024-08-12.
- Rayane، Ahmed (2015). Le Barbe dans sa première grandeur : l'histoire du petit cheval d'Afrique du Nord. Société Algérienne des Techniques d’Information. ص. 143. ISBN:978-9947-0-4308-0.